# The Witchers' Band

The Witchers tocando en vivo en 2024

The Witchers' Band (o simplemente The Witchers) es una banda mexicana de stoner rock formada en 2016. La agrupación figura en la Stoner Freaks Anthology, Volume 2, editada en francés e inglés.

## Biografía
The Witchers' Band fue formada en 2016, por Ángel Vargas, guitarrista, y Antonio Robles, baterista, quienes se conocieron cuando asistían a la Escuela Nacional Preparatoria 9.
El nombre de la banda surgió como un guiño a las bandas clásicas que incluían el artículo "The" en su nombre y a la Saga de Geralt de Rivia del escritor polaco Andrzej Sapkowski, que era popular en ese año. El estilo de la banda originalmente buscaba retomar el sonido del Hard rock de los años 70, pero sin obviar el desarrollo musical de las décadas posteriores, el sonido resultante fue afín a las bandas de Stoner rock surgidas en años recientes como Luciferian Light Orchestra, Purson, All Them Witches, Horisont, Witchcraft y Red Fang.
Con el concepto en mente, Robles y Vargas se embarcaron en la búsqueda de miembros hasta que en 2018 se incorporó Mauricio Mariano en el bajo y la voz. En 2020 esta alineación publicó el primer EP llamado Demo donde Luke Fairchild se encargaría de las voces, después de eso Mariano dejó la banda. Al año siguiente, Bruno Martínez  se incorporó a la bandacomo vocalista y guitarrista rítmico, y participó en el EP Acid Nightmare, el cual  le abrió las puertas a la banda para presentarse en diferentes bares de  Ciudad de México entre los que destacan sus participaciones en  la cadena McCarthy's Irish Pub. En el 2022 el actor de doblaje Gustavo Medina se incorporó como bajista para conformar la alineación que grabaría el primer grupo de singles que se distribuiría de manera oficial. esta asociación llevó a la banda a presentase en diversas convenciones donde interpretaron temas de la Cultura pop.
En 2024 se incorporó a la banda el también actor André Franco como vocalista y guitarrista rítmico.

## Miembros

### Miembros actuales
- Andre Franco: vocalista, guitarra rítmica (2024-presente)
- Ángel Vargas: guitarra líder, coros, (2016-presente)
- Gustavo Medina: bajo eléctrico, coros (2022-presente)
- Antonio Robles: batería, (2016-presente)

### Miembros anteriores
- Mauricio Mariano: bajo eléctrico, vocalista (2018-2020)
- Bruno Martínez: guitarra rítmica, Vocalista (2020-2022)

## Discografía

### EPs
- Demo (2020)[14]
- Acid Nightmare (2021)[15]

### Sencillos
- Out of my mind (2019)[16]
- Usurped (2023)[17]
- Ascending (2023)[18]
- Relapse (2023)[19]